# Xã Alpine, Quận Stone, Missouri
Xã Alpine (tiếng Anh: Alpine Township) là một xã thuộc quận Stone, tiểu bang Missouri, Hoa Kỳ. Năm 2010, dân số của xã này là 686 người.